# Super Cauldron
Super Cauldron is een videospel dat werd ontwikkeld en uitgegeven door  Titus Software. Het spel kwam in 1992 uit voor DOS. Een jaar later kwam het spel uit voor de Commodore Amiga, Amstrad CPC en Atari ST.

## Platforms
| jaar | platform                     |
| ---- | ---------------------------- |
| 1992 | DOS                          |
| 1993 | Amiga, Amstrad CPC, Atari ST |

## Ontvangst
| Beoordeeld door      | Platform | Jaar     | Score |
| -------------------- | -------- | -------- | ----- |
| Amiga Computing      | 1993     | Amiga    | 80%   |
| Amiga Joker          | 1993     | Amiga    | 78%   |
| Amiga Format         | 1993     | Amiga    | 70%   |
| Atari ST User        | 1993     | Atari ST | 70%   |
| Amiga Action         | 1993     | Amiga    | 63%   |
| PC Games (Duitsland) | 1993     | DOS      | 63%   |
| ST Format            | 1993     | Atari ST | 62%   |
| Amiga Games          | 1993     | Amiga    | 55%   |
| CU Amiga             | 1993     | Amiga    | 27%   |
| Amiga Power          | 1993     | Amiga    | 26%   |